# Mordella erythrocephala
Mordella erythrocephala es una especie de coleóptero de la familia Mordellidae.

## Distribución geográfica
Habita en Guatemala.